# Боссо, Эцио
Эцио Боссо (итал. Ezio Bossoо файле; 13 сентября 1971, Турин — 15 мая 2020, Болонья) — итальянский пианист, контрабасист, композитор и дирижёр.

## Биография
Родился 13 сентября 1971 года в Турине, в семье рабочих. Получил музыкальное образование в Вене и в Турине. Уже с 16 лет начал карьеру пианиста в разных европейских оркестрах и стал выступать во всём мире как солист и дирижёр.
Создавая много композиций, он опубликовал свой первый альбом, «The 12th room», только в 2015 году.
Также является автором саундтреков фильмов, таких как «Я не боюсь» (2003) Габриэле Сальватореса. Эта работа дала ему большую международную популярность. Для того же режиссёра он написал в 2014 году саундтрек фильма «Невидимый мальчик».
В 2011 году ему был поставлен диагноз бокового амиотрофического склероза, который не ограничивал его творческие способности. В том же году он перенёс операцию на головном мозге. Операция не принесла значительных успехов.
Из интервью с Боссо:
В один миг я потерял всё: речь, музыку. Я играл и плакал, месяцы и месяцы мне не удавалось ничего написать. Музыка больше не была частью моей жизни, она была далеко, мне не удавалось уловить её.
И я понял, что могу жить без неё. Это не было ужасным. Это было по-другому, это был другой опыт. Я понял, что музыка — это часть меня, но она не является мною. Я нахожусь в услужении у неё.
Сейчас мне трудно разговаривать, я больше не могу бегать, но ещё могу играть. И в тот самый момент, когда мои пальцы касаются клавиш, я забываю о моих проблемах.
Итальянский пианист, композитор и дирижёр Эцио Боссо умер 15 мая 2020 года в своём доме в Болонье в возрасте 48 лет .